# Lokeren
Lokeren ist eine belgische Stadt in der Region Flandern. Sie liegt in der Provinz Ostflandern im Arrondissement Sint-Niklaas.
Die Stadt hat 43.554 Einwohner (Stand 1. Januar 2024) und eine Fläche von 67,50 km². Die Postleitzahl ist 9160.
Lokeren liegt 11 Kilometer (km) südöstlich, Sint-Niklaas 12 km nordöstlich, Gent 20 km südwestlich, Antwerpen 30 km nordwestlich und Brüssel 40 km südöstlich.
Die Stadt hat eine Autobahnanschlussstelle an der A14/E17.
Sie besitzt eine Bahnstation an der Strecke Gent-Lokeren-Antwerpen und der Nebenbahn Lokeren-Dendermonde-Brüssel.
Teilgemeinden von Lokeren sind: Daknam und Eksaarde (alte Schreibweisen: Eksaerde und Exaerde). Am 1. Januar 2025 wurde die Gemeinde mit der Nachbargemeinde Moerbeke zusammengeschlossen.
Der besonders aus den 1980er Jahren bekannte, ehemalige Fußballverein Sporting Lokeren war in der Stadt beheimatet.

## Politik

### Stadtrat
- Vooruit: 4
- Groen: 4
- VLD: 13
- CD&V: 7
- N-VA: 4
- VB: 5

Nach der Wahl kam es zu einer Koalition aus OpenVLD und CD&V. 
 Sie kommen auf 20 der 37 Sitze.
- Vooruit: 4
- Vooruit – Gr: 17
- Groen: 6
- Vooruit – NVA: 2
- VLD: 70
- CD&V: 37
- N-VA: 14
- VB: 21

OpenVLD und CD&V haben zusammen 107 der 177 Sitze.

## Persönlichkeiten
- Auguste de Wilde (1819–1886), Maler
- Roger De Neef (1906–2001), Radsportler und Lokalpolitiker
- Bernard Mels (1908–1992), Ordensgeistlicher, Bischof von Luiza
- Petrus Van Theemsche (1915–1999), Radrennfahrer
- Liévin Lerno (1927–2017), Radrennfahrer
- Dan Van Severen (1927–2009), Maler
- François Van Der Elst (1954–2017), Fußballspieler
- Linda Lepomme (* 1955), Schauspielerin und Sängerin
- Tom Audenaert (* 1979), Schauspieler
- Femke Maes (* 1980), Fußballspielerin
- Jelle Van Damme (* 1983), Fußballspieler
- Greg Van Avermaet (* 1985), Radrennfahrer

## Einzelnachweise

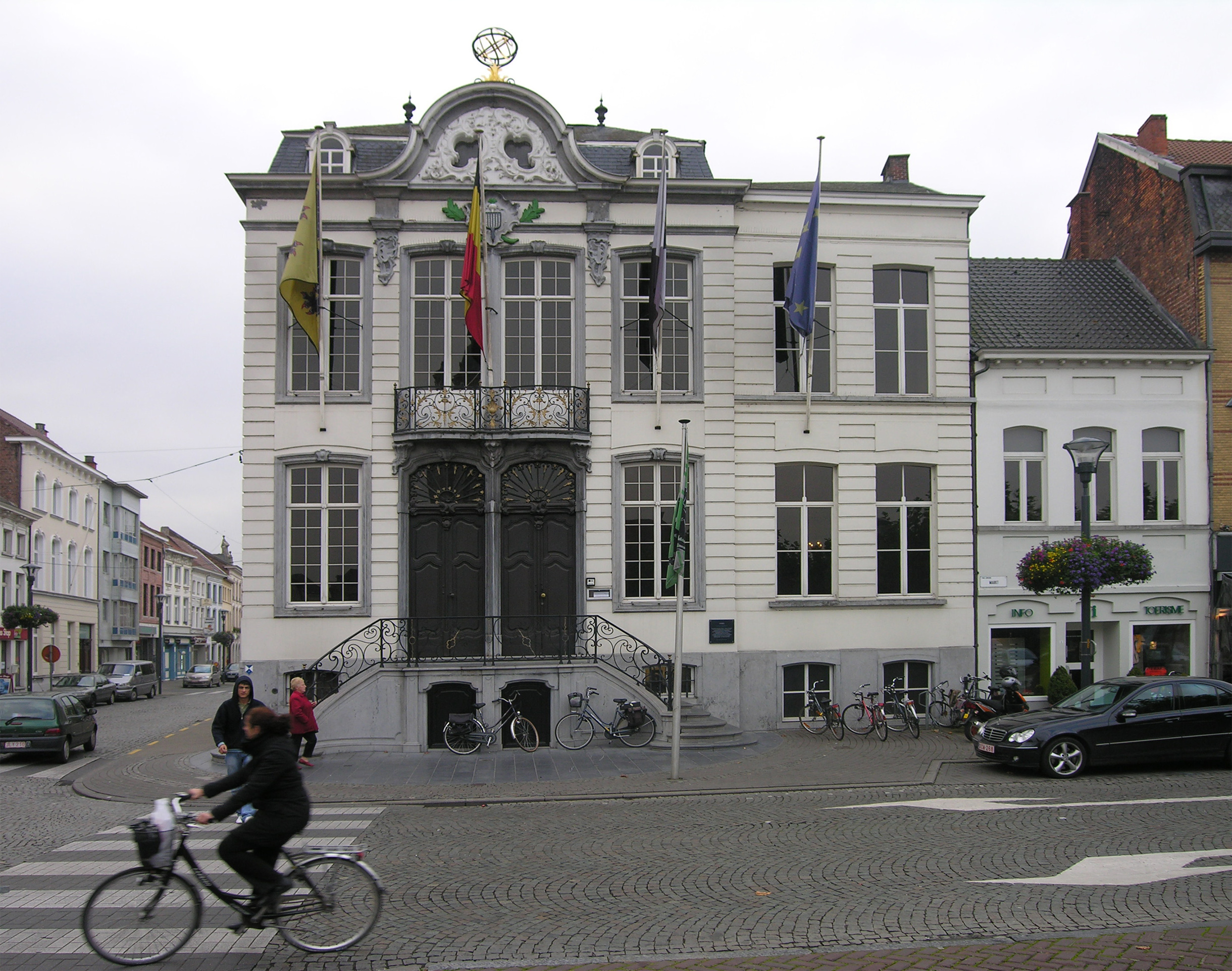
Rathaus Lokeren

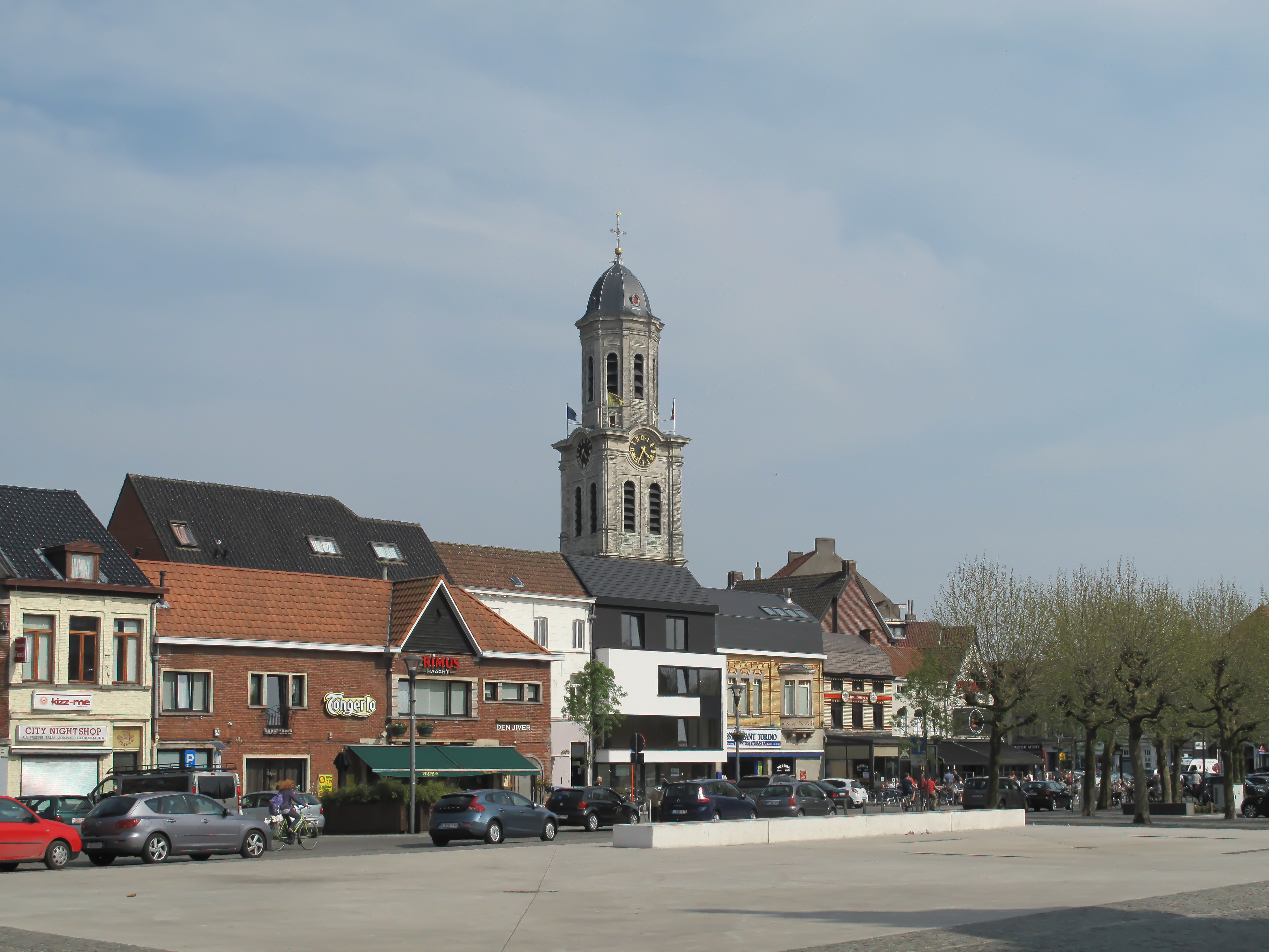
Kirchturm (de parochiekerk Sint Laurentius) vom Markt